# Hjalmar Schacht
Pour les articles homonymes, voir Schacht.
Hjalmar Schacht (prononcez Yalmar Charte), né le 22 janvier 1877 à Tinglev (de) ( Empire allemand, aujourd'hui au Danemark) et mort le 3 juin 1970 à Munich, est un banquier et économiste allemand. Créateur du Rentenmark (1923), président de la Reichsbank (1924-1930 et 1933-1939) et ministre de l'Économie du Troisième Reich (1934-1937).
Ministre des Finances et conseiller particulier d'Adolf Hitler depuis son accession au pouvoir jusqu'en 1943, promoteur de la politique économique mercantiliste de redressement de l'Allemagne à partir de 1933, il est inculpé, puis acquitté par le Tribunal de Nuremberg.

## Biographie
Hjalmar Horace Greeley Schacht est le fils d'un riche négociant allemand, revenu de son émigration aux États-Unis, où il a passé une partie de son enfance.

### Début de carrière
Après avoir reçu une éducation très sélective au cours de laquelle il étudie la philosophie, notamment à la Sorbonne, il obtient un doctorat d'économie à l'université de Kiel, avec une thèse sur le mercantilisme. Il commence une carrière à la Dresdner Bank, en 1903 et devient son directeur adjoint en 1909. En 1908, il est initié en franc-maçonnerie dans la loge de Berlin Urania zur Unsterblichkeit.

### 1914-1915: en Belgique occupée. Renvoi pour indélicatesse
Pendant la Première Guerre mondiale, il est parmi les organisateurs de l'économie de guerre. Il est affecté à l'état-major du général Karl von Lumm (1864-1930), pour organiser les acquisitions ou réquisitions allemandes en Belgique occupée, et les contributions belges forcées. Il est renvoyé quand on découvre qu'il a utilisé son ancien employeur, la Dresdner Bank, dans des opérations jugées indélicates de près de 500 millions de francs belges relatives aux réquisitions. Soupçonné de favoriser son employeur, il doit quitter Bruxelles, probablement sur demande de von Lumm, qui lui est hostile. Aucune enquête n’est menée : Schacht en a demandé l’ouverture, von Lumm l’a refusée afin de se séparer rapidement de son subordonné. Cette « affaire belge » est utilisée contre Schacht tout au long de sa carrière, notamment lors de sa candidature au poste de président de la Reichsbank en 1923.

### 1923-1933
Après la défaite, Schacht contribue principalement à juguler l'hyperinflation et à créer une nouvelle monnaie, le Rentenmark, puis le Reichsmark, lorsqu'il est commissaire à la monnaie de la République de Weimar entre la fin de 1923 et durant l'année 1924. Son système permit de facto de réduire la dette publique allemande.
Il devient ensuite président de la Reichsbank, à la demande de Friedrich Ebert, président de la République, et de Gustav Stresemann.
Avec la complicité de son ami Montagu Norman, gouverneur de la Banque d'Angleterre, il inspire la création de la Banque des règlements internationaux, dont l'objet initial est de faciliter et réduire les réparations de guerre auxquelles l'Allemagne est astreinte après le traité de Versailles, dans le cadre du plan Young de 1929.
Mais, en raison de désaccords majeurs sur la mise en place de ce plan avec le gouvernement de coalition de Hermann Müller, il démissionne de la Reichsbank le 7 mars 1930. Il dénonce alors les conditions de mise en place du plan Young dans un livre, Das Ende der Reparationen (Pour en finir avec les réparations de guerre) qui est un succès en librairie.
Il se brouille avec le chancelier Heinrich Brüning (Zentrum).
C'est lors d'un dîner auquel il est invité par Hermann Göring, le 5 janvier 1931, qu'il rencontre Hitler. Attiré par le programme et la conviction de ce dernier, sentant qu'il peut jouer un rôle et assurer ainsi sa propre carrière, il se rapproche du NSDAP entre 1930 et 1932, sans pour autant adhérer au parti nazi. Quelques mois avant l'accession d'Adolf Hitler au pouvoir, il aide le nazi Wilhelm Keppler à recueillir la signature et la contribution de vingt quatre industriels et banquiers pour l'Industrielleneingabe, une pétition réclamant au président Paul von Hindenburg la nomination de Hitler comme chancelier (parmi ceux-ci, seuls Fritz Thyssen et Kurt Freiherr von Schröder signent finalement cette pétition). Hjalmar Schacht est aussi celui qui organise les dons de 24 industriels et banquiers allemands, dont August Krupp et August Finck le 20 février 1933 auprès de Göring et Hitler, pour payer la campagne du parti nazi et le porter au pouvoir.

### Ministre du Troisième Reich

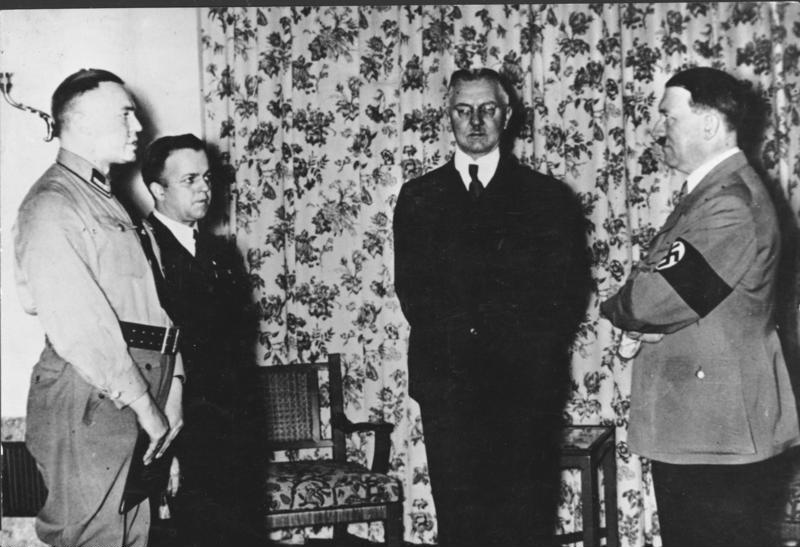
Hjalmar Schacht et Adolf Hitler en 1936.

Au pouvoir, Hitler nomme Schacht président de la Reichsbank le 17 mars 1933, puis ministre de l'Économie en 1934.
Hjalmar Schacht décrète aussitôt le rapatriement des capitaux allemands placés à l'étranger, décision qui entraîne deux réactions : un boycott mondial des marchandises allemandes et, sur la demande insistante des détenteurs de ces capitaux, l'instauration en 1934 de comptes secrets à travers un réseau bancaire extranational, dont des banques suisses.
En tant que ministre, Schacht développe une politique mercantiliste fondée sur de grands travaux comme la construction d'autoroutes financés par l'État. Il s'agit en fait de la politique lancée par von Schleicher depuis 1932 et qui n'est pas très différente du New Deal de Roosevelt à la même époque. À partir de septembre 1934, Schacht lance son « Plan nouveau », constituant à réorienter le commerce extérieur de l'Allemagne (en réévaluant ses accords économiques bilatéraux), et mettant en place une autarcie partielle. Il s'oppose notamment à la production de produits de substitution (Ersatz) à un coût supérieur aux produits originaux, entrant en conflit avec Wilhelm Keppler, qui veut systématiser la mise en place de cette autarcie, soutenu en cela par l'industrie lourde allemande ainsi que par la Wehrmacht.
Schacht organise de fait l'insolvabilité de l'Allemagne vis-à-vis de l'extérieur, comme il l'avait fait en 1924 sur le plan intérieur. La dette publique massive en devises étrangères que l'Allemagne avait accumulée pendant la Grande Dépression n'est pas résorbée pendant les premières années du Troisième Reich. Schacht négocie plusieurs traités commerciaux avec des pays de l'Amérique du Sud et des Balkans selon lesquels l'Allemagne peut importer des matières premières et payer en Reichsmarks, ce qui donne la garantie que la dette ne s'alourdit pas, tout en permettant au gouvernement allemand de négocier la dette existante. Parmi ses créations les plus spectaculaires, il y a le « bon MEFO ». L'idée repose sur la création d'une société imaginaire, la Metallurgische Forschungsgesellschaft, m.b.H., ou « MEFO », dont les titres servent de monnaie d'échange convertible en Reichmarks sur demande. Les MEFO sont surtout utilisés pour payer les industries d'armement. Les banques et les municipalités sont obligées d’acheter des bons MEFO, jusqu’à hauteur de 30% de leur portefeuille pour les banques et de 90% pour les municipalités et compagnies d’assurance. Ceci permet une importante augmentation de la masse monétaire, qui s’accroit de 30 % entre février 1933 et février 1937 mais qui n'est pas comptabilisée dans la dette publique (il s'agit ici d'un artifice purement comptable).
Cette stratégie est une réussite, tant sur le plan économique que sur le plan diplomatique, puisqu'elle permet à l'Allemagne de camoufler son effort de réarmement via le financement de ses industries avec une monnaie parallèle, hors de vue des puissances étrangères signataires du traité de Versailles.
En janvier 1937, Schacht est décoré de la médaille d'or d'honneur du parti nazi. Il est renvoyé du ministère de l'Économie en novembre 1937 à cause de sa volonté de mettre fin aux bons MEFO pour éviter une inflation incontrôlable, ce qui entraîne des relations conflictuelles avec Hermann Göring, responsable du développement économique. Il perd ensuite son poste à la tête de la Reichsbank en 1939 et devient ministre sans portefeuille jusqu'en 1943, titre essentiellement honorifique.

### Résistance à Hitler et fin de carrière
Accusé d'être impliqué dans l'attentat du 20 juillet 1944 contre Hitler, Schacht est interné dans divers camps de concentration (notamment Ravensbrück et Dachau) jusqu'à la fin de la guerre (il y rencontre Léon Blum dans les derniers jours de la guerre, qu'il n'avait pas vu depuis 1936). Libéré par les Alliés, il figure parmi les personnalités arrêtées et jugées lors du procès de Nuremberg où il est accusé de plan concerté ou complot et de crimes contre la paix, pour sa contribution à préparer l'économie allemande à la guerre. Parmi les accusés, il est celui qui obtient le meilleur résultat au test de QI (143) préparé par le psychiatre de la prison, Gustave Gilbert. Il est acquitté et relâché en 1946, mais est à nouveau jugé par plusieurs tribunaux allemands de dénazification à partir de 1946. Si le premier d'entre eux l'a condamné à une peine de huit ans de travaux forcés, les autres l'ont classé en « catégorie 5 » (c'est-à-dire, relaxé pour faits de résistance). Il est libéré en 1948.
En 1953, Schacht fonde la banque Deutsche Außenhandelsbank Schacht & Co. qu'il dirige jusqu'en 1963. Il devient conseiller financier pour des pays en voie de développement comme l'Égypte de Nasser. Au sein de la République fédérale d'Allemagne, il est maintenu à l'écart du pouvoir par Konrad Adenauer mais entretient une activité de conférencier, intervenant régulièrement auprès du parti conservateur bavarois, la CSU.
Schacht meurt, à Munich, le 3 juin 1970.

## Œuvres
- 1926 : Die Reichsgesetzgebung über Münz- und Notenbankwesen
- 1926 : Die Stabilisierung der Mark (engl. 1927: The Stabilisation of the Mark, London: Allen & Unwin)
- 1926 : Die Politik der Reichsbank
- 1926 : Neue Kolonialpolitik
- 1927 : Eigene oder geborgte Währung
- 1930 : Nicht reden, handeln! Deutschland, nimm Dein Schicksal selbst in die Hand!
- 1931 : Das Ende der Reparationen, Oldenburg: Stalling
- 1931 : Das wirtschaftliche Deutschland und das Ausland
- 1932 : Grundsätze deutscher Wirtschaftspolitik
- 1933 : Zins oder Dividende? – Eine Frage an d. Welt
- 1935 : Deutschland und die Weltwirtschaft
- 1935 : Die deutsche Aktienrechtsreform
- 1936 : Deutschlands Kolonialproblem[13]
- 1938 : „Finanzwunder“ und „Neuer Plan“
- 1948 : Abrechnung mit Hitler (rororo)
- 1949 : Mehr Geld, mehr Kapital, mehr Arbeit
- 1953 : 76 Jahre meines Lebens[14] (avec Hans Rudolf Berndorff (de) comme nègre littéraire[15])
- 1956 : Kreditpolitik und Exportfinanzierung von morgen
- 1957 : Kapitalmarkt-Politik
- 1960 : Schluss mit der Inflation
- 1961 : Diplomatische Währungspolitik
- 1965 : In Sorge um die Deutsche Mark
- 1966 : Magie des Geldes
- 1968 : 1933. Wie eine Demokratie stirbt
- 1968 : Der theoretische Gehalt des englischen Merkantilismus
- 1970 : Die Politik der Deutschen Bundesbank

Traduction en français
- 1950 : Seul contre Hitler : Abrechnung mit Hitler, traduit de l'allemand par Pierre Jutier
- 1951 : De l'or pour l'Europe : Mehr Geld, mehr Kapital, mehr Arbeit
- 1954 : Mémoires d'un magicien (76 Jahre meines Lebens), traduit de l'allemand par Pierre-Charles Gallet, Éditions Amiot-Dumont, coll., « Toute la ville en parle », 1954; réédité en 2015 aux éditions Kontre Kulture